# Glyphodes duplicalis
Glyphodes duplicalis er et møl i Crambidae-familien. Det blev beskrevet af Inoue, Munroe og Mutuura i 1981. Det kan findes i Japan, Korea og Taiwan.